# Lavori in corso (film)
Lavori in corso o anche Falegnami (Busy bodies, nell'originale inglese) è un cortometraggio del 1933 con Stanlio e Ollio.

## Trama
Stanlio (Stan Laurel) e Ollio (Oliver Hardy) sono di buon umore mentre guidano una vecchia Ford T recandosi presso la falegnameria dove svolgeranno il loro nuovo lavoro. Stanlio, tirando una cordicella, accende "l'autoradio" (all'epoca un oggetto di lusso e montato solo sulle auto più nuove e non certo su un vecchio veicolo malandato come il loro) ed, infatti, "l'autoradio" si rivela essere un fonografo a manovella nascosto sotto il cofano dell'auto. Arrivati alla segheria, dapprima giocano un tiro ad un altro operaio (Charlie Hall), facendolo sobbalzare, e poi, dopo qualche difficoltà a superare delle assi trasportate a spalla da altri operai, iniziano a lavorare. Dopo aver forato un tubo dell'acqua, con conseguente doccia per Ollio, Stanlio intrappola le mani dell'amico nel telaio di una finestra. Dopo averlo liberato (con relativa distruzione della finestra) litigano con lo stesso operaio a cui avevano fatto lo scherzo in precedenza. Però, alla fine, Stanlio finge di rappacificarsi con l'uomo, offrendogli un sigaro e facendolo fumare in un locale dove ciò è proibito. Lo stesso Stanlio richiama, quindi, un sovrintendente e gli indica l'operaio che sta contravvenendo al divieto, facendolo licenziare. Subito dopo, usando la pialla, Stanlio strappa una striscia dai pantaloni di Ollio e gliela riattacca con della colla usando un pennello che poi finisce per attaccare al mento del paziente amico. Dopo alcuni tentativi con cui riesce solo a staccare il manico del pennello, facendo assomigliare Ollio ad un individuo barbuto, si prepara come un barbiere e lo rade con una pialla. In seguito a tali manovre, Ollio finisce in un condotto di ventilazione e resta incastrato all'uscita di questo. Stanlio sale su una scala, all'esterno dell'edificio, per aiutarlo ma il tutto finirà in modo catastrofico con la caduta dei due al suolo e la distruzione di una baracca. Inseguiti dal loro caposquadra, rimasto coinvolto nel disastro, i due amici saltano sulla loro auto ma finiscono subito contro una  grossa sega a nastro che taglia in due, longitudinalmente, la vettura mentre loro vi rimangono seduti. Con l'auto distrutta, Stanlio fa notare ad Ollio che, malgrado tutto, il fonografo funziona ancora. Questa è la goccia che fa traboccare il calice e, così, Ollio perde la pazienza e si mette all'inseguimento dell'amico.

## Produzione
La location principale, dove si svolsero le riprese presso la falegnameria, fu presso il 517 N Canon Drive di Beverly Hills.
Oggi lo stesso sito non ospita più la falegnameria in questione, ma una semplice villetta.

## Cast completo
- Stan Laurel - Stanlio
- Oliver Hardy - Ollio
- Dick Gilbert - operaio
- Charlie Hall - operaio sfortunato
- Jack Hill - operaio
- Tiny Sandford - caporeparto
- Charley Young - operaio
- Ham Kinsey: stuntman

## Citazioni
- Non andiamo a lavorare, montaggio del 1947 includente anche i corti Annuncio matrimoniale e Sporco lavoro.
- La ronda di mezzanotte, montaggio del 1952 includente anche Guerra ai ladri, Buone vacanze e Annuncio matrimoniale.
- Lui e l'altro, montaggio del 1966 includente anche quasi tutto il lungometraggio Il compagno B. Verrà ridistribuito con il titolo Gli allegri playboy.